# Magnoliaordningen
Magnoliaordningen (Magnoliales) är en ordning av gömfröväxter. Den tillhör varken de enhjärtbladiga växterna eller trikolpaterna, utan är placerad i undergruppen magnoliider. I nyare klassificeringssystem ingår följande familjer:
- Degeneriaceae
- Eupomatiaceae
- Himantandraceae
- Kirimojaväxter (Annonaceae)
- Magnoliaväxter (Magnoliaceae)
- Muskotväxter (Myristicaceae)

I det äldre Cronquistsystemet ingick förutom ovanstående även vitkanelväxter och drimysväxter (nu i Canellales), Austrobaileyaceae (nu i Austrobaileyales) samt Lactoridaceae (nu i Piperales).